# Fundão (Espírito Santo)

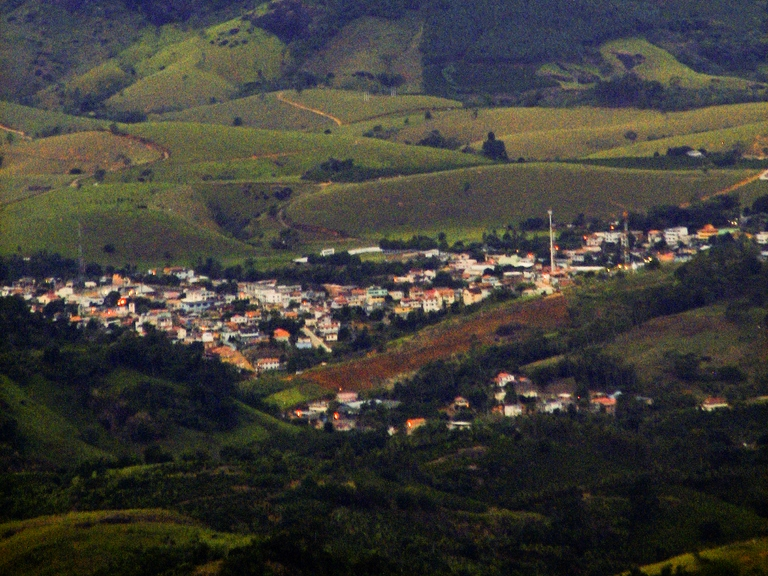
Vue de Fundão depuis le sommet de Goiapaba-Açu

Fundão est une municipalité de l'État de l'Espírito Santo au Brésil.
Sa population était de 16 431 habitants en 2009, elle s'étend sur 279,648 km2.
Elle fait partie de la Microrégion de Linhares dans la Mésorégion du Littoral Nord de l'Espírito Santo.

## Maires
| Période          | Période          | Identité                    | Étiquette | Qualité      |
| ---------------- | ---------------- | --------------------------- | --------- | ------------ |
| 1er janvier 2009 | 2 juin 2011      | Marcos Fernando Moraes      | PDT       |              |
| 3 juin 2011      | 3 août 2011      | Anderson Pedroni Gorza      | PCdoB     | marchand     |
| 3 août 2011      | 5 septembre 2011 | Marcos Fernando Moraes      | PDT       |              |
| 5 septembre 2011 | 6 mars 2012      | Anderson Pedroni Gorza      | PCdoB     | marchand     |
| 6 mars 2012      | 31 décembre 2012 | Claydson Pimentel Rodrigues | PSB       |              |
| 1er janvier 2013 | 31 décembre 2016 | Maria Dulce Rudio Soares    | PMDB      | institutrice |
| 1er janvier 2017 | 26 octobre 2017  | Eleazar Ferreira Lopes      | PCdoB     |              |
| 27 octobre 2017  | 31 décembre 2020 | Pretinho Nunes              | PDT       | marchand     |